# Chrome natif
Le chrome natif est un minéral rare, corps simple naturel métallique de formule chimique Cr correspondant à l'élément chimique chrome. Le chrome appartient à la classe minéralogique des éléments natifs, il s'agit d'un métal natif très rare qui se retrouve dans des roches très basiques dispersé en très faibles quantités, par exemple en micro-grains ou granules micrométriques insérées dans de rares milieux miniers basiques spécifiques, et le plus souvent en poussières recueillies avec des sables issus de roches ultramafiques parfois serpentinisées.

## Historique de la description et de l'appellation
Le chrome est une espèce minérale admise depuis 1981 par l'IMA.
Le géotype est le dépôt chromifère dit d'Anduo, dans la chromite en escalier des ophiolithes du secteur de Luobusha, près d'Amdo dans la préfecture de Nagchu, à 200 km au sud-est de Lhasa, dans la région autonome du Tibet en Chine.

## Cristallographie et cristallochimie
La maille de son système cristallin est cubique centré. 
Ce minéral fait partie d'une triade de même groupe de symétrie de point avec le chromferride (minéral ferrure de chrome) et ferchromide (minéral chromure de fer) selon la classification de Dana. 
Mais il s'agit précisément du groupe du fer et du chrome, avec la kamacite ou (Fe,Ni) alpha dans la classification de Strunz.

## Propriétés physiques et chimiques, toxicologie
Le métal chrome préparé au laboratoire est un corps cristallin cubique blanc à légèrement bleuté, très dur et inoxydable à l'air. Il est stable dans l'air et l'eau à température ambiante. 

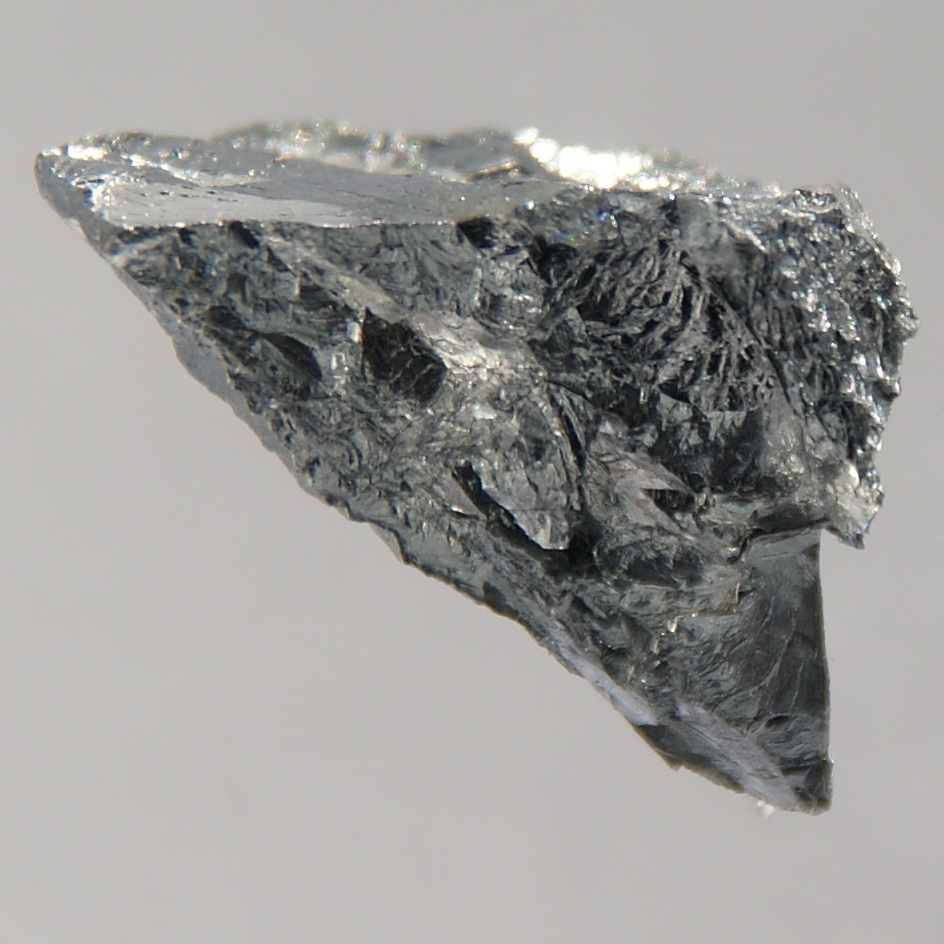
Le métal chrome du laboratoire

Il est lentement soluble dans les acides forts diluées, à froid.

### Analyse, distinction
Le chrome natif de Sichuan est pur à 98 % en masse. Les impuretés sont essentiellement du zinc 1,5 % et du cuivre, avec des traces de fer.

## Gîtologie, occurrences et gisements
Le chrome natif a été trouvé dans les sables lourds provenant des zones métamorphiques de contact entre les marbres silicifiés et des roches ultramafiques, par exemple dans la province de Sichuan en Chine. Il se trouve également près d'une montée de kimberlite dans la province de Liaoning.
En Russie orientale, le chrome natif a été observé à proximité des dykes de roches ultramafiques du champ ferrifère de Gavasaï, dans les conduits de kimberlite près de Sakha ainsi que dans des formations de serpentinites à base de dunites et de péridotites en extrême orient russe.
En mer de Chine, dans des carottages du plancher marin à 1500 mètres de profondeur, près de l'île de Diayudao, à quelques kilomètres au nord-est de Taïwan.
Ce métal natif est aussi présent sur la Lune. Il est vrai que l'élément Cr peut être assez abondant dans certaines météorites.
Minéraux associés : chromite, picotite, pyrrhotite, pentlandite, chalcopyrite, platinoïdes, danbaïte (par exemple dans les marbres siliceux de Sichuan en Chine) mais aussi cohénite, moissanite, ilménite, titanite... dans la zone ferrifère des dykes volcaniques de Gavasai en Russie.

### Gisements relativement abondants ou caractéristiques
- Afrique du Sud
- Australie

- Canada
- Chine

Sichuan
- États-Unis
- Japon
- Kirghistan
- Kosovo
- Portugal
- Russie

## Usages
Le chrome natif, trop rare ou inaccessible, n'a aucun intérêt économique à part scientifique et minéralogique. 